# Eix (Mosa)
Eix és un municipi francès situat al departament del Mosa i a la regió del Gran Est. L'any 2007 tenia 257 habitants.

## Demografia

### Població
El 2007 la població de fet d'Eix era de 257 persones. Hi havia 89 famílies, de les quals 17 eren unipersonals (13 homes vivint sols i 4 dones vivint soles), 25 parelles sense fills i 47 parelles amb fills.
La població ha evolucionat segons el següent gràfic:
Habitants censats

### Habitatges
El 2007 hi havia 92 habitatges, 88 eren l'habitatge principal de la família, 3 eren segones residències i 1 estava desocupat. Tots els 92 habitatges eren cases. Dels 88 habitatges principals, 80 estaven ocupats pels seus propietaris, 7 estaven llogats i ocupats pels llogaters i 1 estava cedit a títol gratuït; 1 tenia una cambra, 7 en tenien tres, 12 en tenien quatre i 68 en tenien cinc o més. 69 habitatges disposaven pel capbaix d'una plaça de pàrquing. A 41 habitatges hi havia un automòbil i a 42 n'hi havia dos o més.

### Piràmide de població
La piràmide de població per edats i sexe el 2009 era:
| Homes | Edats   | Dones |
| ----- | ------- | ----- |
| 0     | 95 o +  | 0     |
| 0     | 90 a 94 | 0     |
| 0     | 85 a 89 | 4     |
| 0     | 80 a 84 | 4     |
| 0     | 75 a 79 | 0     |
| 12    | 70 a 74 | 4     |
| 0     | 65 a 69 | 4     |
| 12    | 60 a 64 | 8     |
| 0     | 55 a 59 | 4     |
| 0     | 50 a 54 | 4     |
| 16    | 45 a 49 | 4     |
| 20    | 40 a 44 | 28    |
| 8     | 35 a 39 | 8     |
| 0     | 30 a 34 | 0     |
| 4     | 25 a 29 | 4     |
| 8     | 20 a 24 | 0     |
| 12    | 15 a 19 | 12    |
| 12    | 10 a 14 | 12    |
| 0     | 5 a 9   | 20    |
| 4     | 0 a 4   | 8     |

## Economia
El 2007 la població en edat de treballar era de 153 persones, 112 eren actives i 41 eren inactives. De les 112 persones actives 103 estaven ocupades (57 homes i 46 dones) i 8 estaven aturades (6 homes i 2 dones). De les 41 persones inactives 6 estaven jubilades, 24 estaven estudiant i 11 estaven classificades com a «altres inactius».

### Ingressos
El 2009 a Eix hi havia 85 unitats fiscals que integraven 244 persones, la mediana anual d'ingressos fiscals per persona era de 17.179 €.

### Activitats econòmiques
Dels 8 establiments que hi havia el 2007, 1 era d'una empresa alimentària, 1 d'una empresa de fabricació d'altres productes industrials, 3 d'empreses de construcció, 2 d'empreses de serveis i 1 d'una empresa classificada com a «altres activitats de serveis».
Dels 3 establiments de servei als particulars que hi havia el 2009, 1 era un paleta i 2 lampisteries.
L'únic establiment comercial que hi havia el 2009 era una fleca.
L'any 2000 a Eix hi havia 6 explotacions agrícoles que ocupaven un total de 312 hectàrees.

## Equipaments sanitaris i escolars
El 2009 hi havia una escola elemental.

## Poblacions més properes
El següent diagrama mostra les poblacions més properes.